# トーマス・クィウォンパ
トーマス・ガンカマ・クィウォンパ（Thomas Gunkama Quiwonkpa、1955年7月25日 - 1985年11月15日）は、西アフリカのリベリア共和国の政治家及び軍人。サミュエル・ドウ大統領下で元リベリア陸軍総司令官だったが、1985年独裁政治を展開するドウに不満を抱き軍事クーデターを起こし反乱するが失敗に終わり処刑された。

## 概要
クィウォンパは、1955年7月25日リベリア内陸部ニンバ郡に住む先住民部族ギオ族として生まれた。兄弟にはジョン・クィウォンパがいる。なおクィウォンパには現在、息子も4人いる。1971年に陸軍に入隊し、順調に昇格を重ね、1978年に軍曹に昇格。アメリコ・ライベリアンのウィリアム・R・トルバート政権を倒すため、1980年先住民部族クラン族出身のドウが起こした、軍事クーデターに加わり、クィウォンパはこの軍事クーデターでPRC中核メンバーとして成功に導く。
その後、PRC軍事政権樹立後は准将に特進し、ドウ政権下で陸軍総司令官になる。PRCのメンバーとして民政移管を訴えていたため孤立していた。さらに1983年にはPRC書記長に降格されるが、この処遇を拒否して陸軍を除隊した。同年の11月にはドウ政権の転覆容疑にもかけられた為、コートジボワール、アメリカ、シエラレオネと亡命生活を送り、亡命中に打倒ドウ政権を決意した。不当な選挙でドウが大統領に選ばれる11ヶ月前の1985年11月12日、クィウォンパはギオ族を主体に同胞のマノ族も加わった反政府組織を結成し、ドウを倒すため、シエラレオネからリベリアに侵入し、軍事クーデターを起こした。クィウォンパら35人がモンロビアに入りクーデターを行ったのだが、もう少しで政権奪回のところで、ドウ大統領の命令でリベリア国軍（AFL）が6時間で彼らの行動を鎮圧した。
非正統的な方法とアメリカの支援が得られなかった事などが原因で、クィウォンパ率いるギオ族及びマノ族の軍事クーデターは失敗に終わってしまい、同年の11月15日ドウはクィウォンパを始めとするクーデター起こした、ギオ族とマノ族のメンバーら35人を捕らえ、反逆罪の罪で処刑した。なお処刑の際、クィウォンパはクラン族の兵士にバラバラに切断された。
このクーデター事件が切っ掛けで、ドウはクーデターを起こした、クィウォンパのギオ族、そしてギオ族の同胞だったマノ族に対して復讐し、クラン族主体のリベリア国軍（AFL）をギオ族とマノ族が住む、リベリア内陸部ニンバ郡に派兵し、600人以上のギオ族とマノ族を大虐殺した。後にアメリコ・ライベリアンのチャールズ・テーラーがドウ政権を倒すため、ドウのクラン族に苦しめられて来たギオ族とマノ族と手を組み、リベリア国民愛国戦線（NPEL）を結成するのだが、NPFLに加わったギオ族出身者からはクィウォンパはNPFL革命の先駆者だとされている。
2010年8月26日サーリーフ大統領がクィオンパ未亡人およびドウ未亡人の二人を招いて、和解を演出した。